# ناتان چن
ناتان چن (انگلیسی: Nathan Chen؛ زادهٔ ۵ مهٔ ۱۹۹۹) اسکیت‌باز نمایشی اهل ایالات متحده آمریکا است.